# Rudolf Kinau

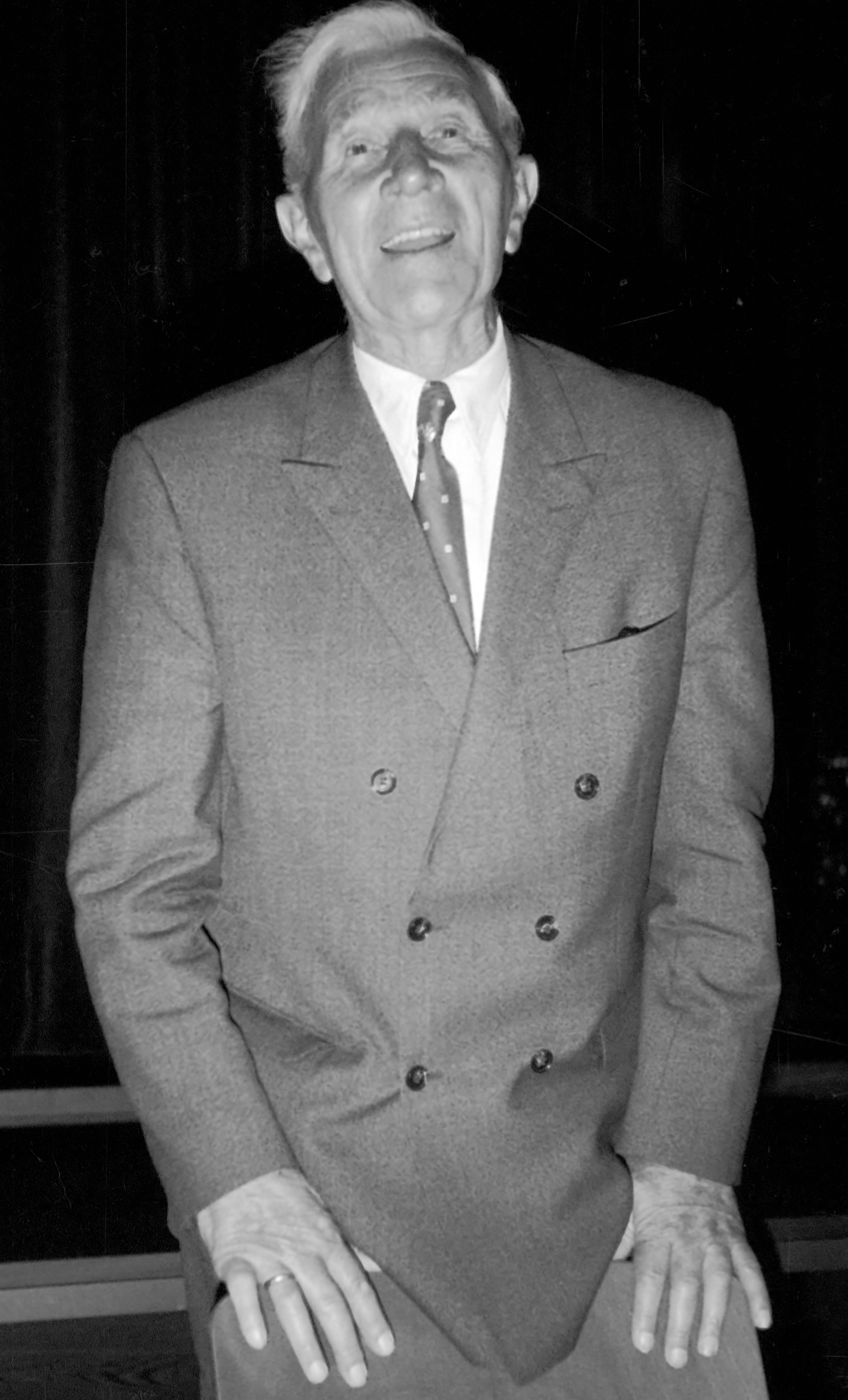
Rudolf Kinau beim Vortrag (1971)

Rudolf Kinau  (* 23. März 1887 in Finkenwerder; † 19. November 1975 ebenda) war ein niederdeutscher Schriftsteller, auch bekannt als Rudl Kinau.

## Herkunft
Rudolf Kinaus Eltern waren der Hochseefischer Heinrich Wilhelm Kinau und Metta, geb. Holst, seine Brüder die Schriftsteller Johann Wilhelm Kinau alias Gorch Fock und Jakob Kinau.

## Leben

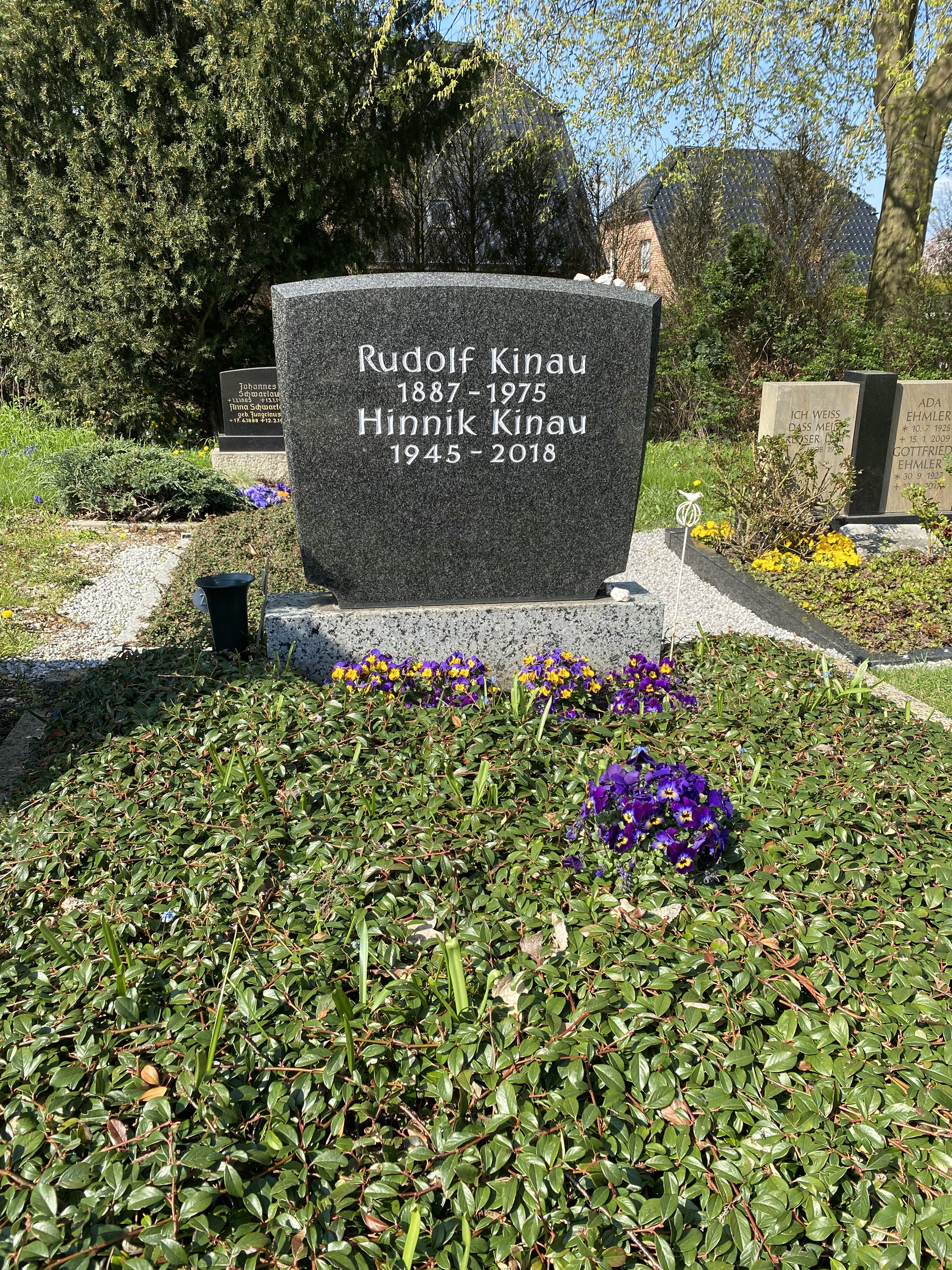
Grabstätte auf dem Lüneburger Friedhof Finkenwerder

Er besuchte die Volksschule und arbeitete zunächst bei einem Elbfischer, bevor er fünf Jahre auf dem Ewer seines Vaters in der Seefischerei tätig war. Danach besuchte er die Seemannsschule und machte sein Steuermannspatent für die große Seeschifffahrt. Nach einem Jahr Dienst bei der Handelsmarine nahm er wegen der schlechten Wirtschaftslage der Schifffahrt eine Stellung in der Hamburger Fischhalle an. Seine erste Geschichte, einen Nachruf auf seinen älteren Bruder Gorch Fock, schrieb er 1916.
Rudolf Kinau gab zusammen mit anderen Schriftstellern Lesungen in Lagern der Hitlerjugend.
Bekannt wurde er auch über den Rundfunk, zunächst in den Morgenfeiern, später zum Beispiel in der Sendereihe Hör mal ’n beten to des NDR. Von den Ansprachen erschien in Buchform unter anderem Kamerad und Kameradin. Insgesamt schrieb er 33 Bücher, in denen seine Liebe zur plattdeutschen Sprache immer wieder deutlich wird. Auch Hörspiele und Theaterstücke erschienen von ihm.
Zudem besprach er Schallplatten, unter anderem für die überregionalen Reihen Wort und Stimme und Niederdeutsche Stimmen.
Rudolf Kinau war verheiratet und hatte eine Tochter und einen Sohn. Seine Grabstätte befindet sich auf dem Lüneburger Friedhof in Finkenwerder.

## Auszeichnungen und Ehrungen
Kinau erhielt eine Anzahl literarischer Auszeichnungen wie 1962 den Fritz-Reuter-Preis; am 10. Dezember 1973 wurde er mit dem Großen Bundesverdienstkreuz ausgezeichnet.
Nach ihm benannt sind in seinem Geburtsort Finkenwerder die Rudolf-Kinau-Allee, in Ahrensburg und den niedersächsischen Gemeinden Buchholz in der Nordheide, Wilhelmshaven, Ostrhauderfehn, Schneverdingen, Tostedt und Westoverledingen sowie in Kellinghusen, Pinneberg, Westerrönfeld, Nortorf, Nienburg (Weser)-Holtorf und Edewecht-Friedrichsfehn die Rudolf-Kinau-Straße und im schleswig-holsteinischen Wedel, in Bad Oldesloe, in Bad Bramstedt, in Barmstedt, in Stade-Wiepenkathen, in Ofen (Bad Zwischenahn), in Rohrsen und in Uetersen der Rudolf-Kinau-Weg. In Strande (Kieler Bucht) gibt es neben der Gorch-Fock-Straße den Rudolf-Kinau-Weg, in Reppenstedt die Rudolf-Kinau-Twiete.
Sein Geburtshaus auf Finkenwerder, das Gorch-Fock-Haus, ist heute ein Literaturmuseum, das an ihn und seine beiden Brüder erinnert.

## Werk

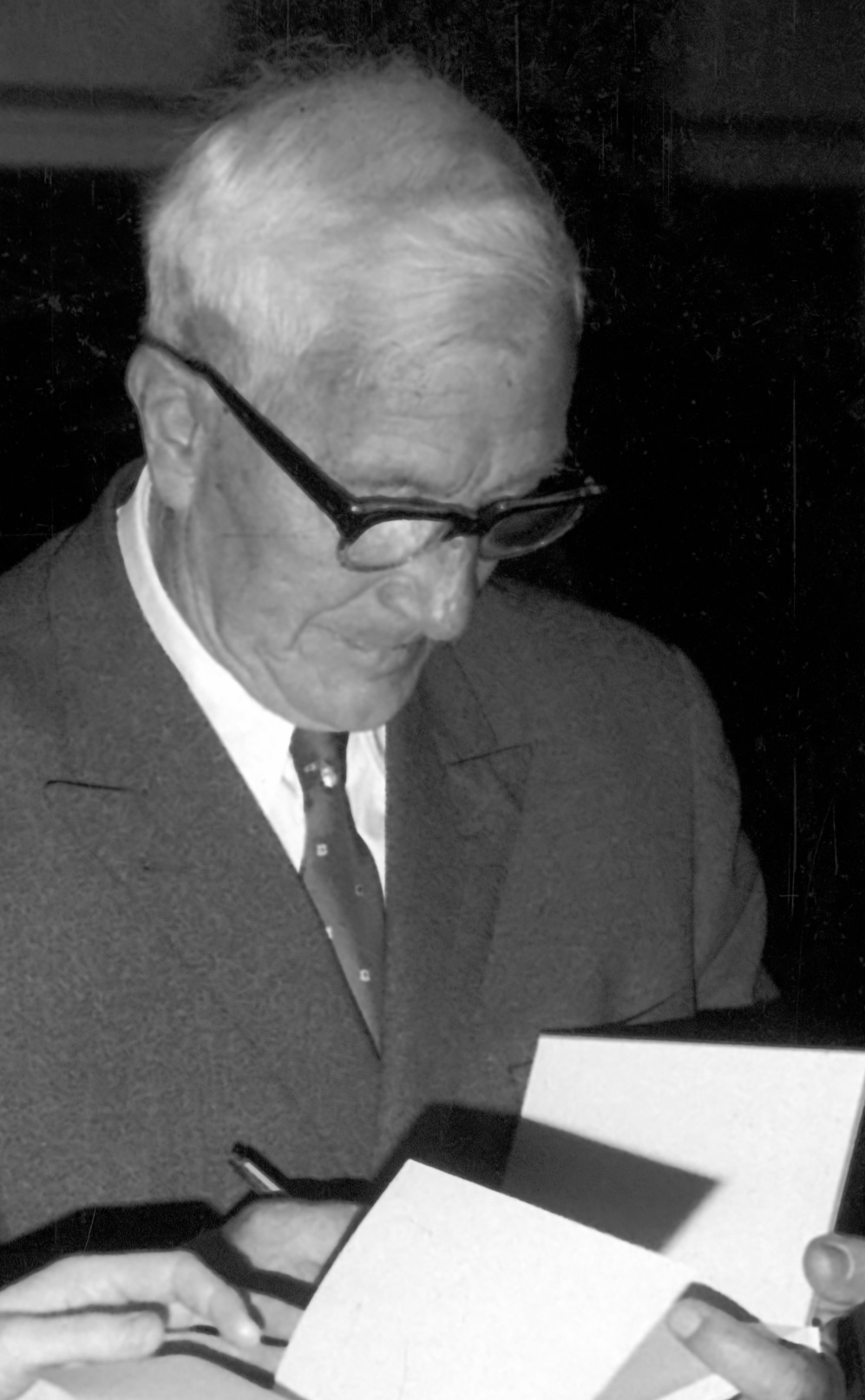
Rudolf Kinau beim Signieren seiner Werke (1971)

### Bücher (Auswahl)
- Blinkfüer. Helle un düstere Biller. Quickborn-Verlag, Hamburg 1919
- Hinnik Seehund. Een Stremel Störm. Quickborn-Verlag, 1923
- Muscheln. Stücken un Steen ut mien’n Seesack. Quickborn-Verlag, 1927
- Sünn in de Seils. Quickborn-Verlag, 1933 (8. Auflage. 2004, ISBN 3-87651-002-3).
- Sünnschien un goden Wind – Fofftig mol wat to’n Frein. Quickborn-Verlag, 1950. (8. Auflage. 1981, ISBN 3-87651-029-5)
- Dat Hart vull Freid. Baken-Verlag, 1953.
- Scheune Bries. Quickborn-Verlag, 1954.
- Bi uns an’n Diek. Quickborn-Verlag, 1957.
- Föör jeden wat. Quickborn-Verlag, 1958 (1972, ISBN 3-87651-008-2).
- Mien Wihnachtsbook. Quickborn-Verlag, 1959 (25. Auflage. 1983, ISBN 3-87651-009-0).
- Mattgoot – De besten Fisch van’n letzten Fang. Quickborn-Verlag, 1967.
- Rund un bunt. Quickborn-Verlag, 1972.
- Bi Hus un ünnerwegens. Quickborn-Verlag, 1975 (1981, ISBN 3-87651-047-3).
- Seuk di wat ut. Quickborn-Verlag, 1973, ISBN 3-87651-041-4.
- Up Finkwarder tohus – Gedichten, Riemels un wat mehr. postum erschienen. Quickborn-Verlag, 1976, ISBN 3-87651-053-8.
- Dat lütte Wiehnachtsbook. Hrsg.: Gesche Scheller, Autoren: Gerd Bahr, Ines Barber, Hein Blomberg, Reimer Bull, Heike Fedderke, Hans-Jürgen Forster, Irmgard Harder, Christa Heise-Batt, Rudolf Kinau, Dirk Römmer, Gerd Spiekermann und Günter Timm. Quickborn-Verlag, Hamburg 2008, ISBN 978-3-87651-335-5.

### Hörspiele

#### Eigene
- 1950: Gorch Fock – Söbentig Joahr – Regie: Hans Freundt (NWDR Hamburg)
- 1950: De Köhmköster – Regie: Eberhard Freudenberg (RB)
- 1951: Jenny hett „jo“ seggt! – Regie: Walter A. Kreye (RB)
- 1951: Dick van Daak – Regie: Eberhard Freudenberg (RB)
- 1951: Wenn dat man good geiht – Regie: Hans Freund (NWDR Hamburg)
- 1951: Kristoffer Kolumbus – Regie: Hans Freundt (NWDR Hamburg)
- 1952: Kristoffer Kolumbus un de Indioners – Regie: Erich Keddy (RB)
- 1952: Alln’s mit Sympathie – Regie: Hans Robert Helms (RB)
- 1953: Finkwarder – Regie: Hans Freundt (NWDR Hamburg)
- 1954: Meist as ehr Mudder – Regie: Hans Tügel (NWDR Hamburg)
- 1955: Fief duppelte Släg – Regie: Erich Keddy (RB)
- 1955: Alln’s mit Sympathie – Regie: Nicht angegeben (NWDR Hamburg)
- 1956: Kann dat angohn (auch Sprecher) – Regie: Günter Jansen (NWDR)
- 1956: Von’t Halbe op’t Ganze – Regie: N. N. (RB)
- 1957: Söben mol teihn – Regie: Günter Jansen (NDR)
- 1957: Vörut is dat Licht – Regie: Wolfgang Harprecht (RB)
- 1959: Slüsenkreepers – Regie: Rudolf Sang (RB)
- 1960: Achter de Kulissen – Regie: Rudolf Sang (RB)
- 1961: Bootsmann Bünger (NDR)[4] mit Rudolf Beiswanger, Anni Hartmann, Christa Johns, Karl-Heinz Kreienbaum, Heini Kaufeld, Jochen Schenck, Ernst Grabbe, Günter Lüdke u. a. – Regie: Günther Siegmund
- 1962: Uplopen – Regie: Werner Perrey (NDR)
- 1963: Dreemal kort: Ick frei mi! – Regie: Hans-Jürgen Ott (RB)
- 1963: Stille Hochtied – Regie: Heinz Lanker (NDR)
- 1964: Söbenthein Sack Kaffee – Regie: Heini Kaufeld (NDR)
- 1965: Kristoffer Kolumbus (NDR), mit Christa Wehling, Jochen Schenck, Otto Lüthje, Carlo Klee, Bruno Vahl-Berg, Günther Siegmund, Karl-Heinz Kreienbaum u. a. – Regie: Rudolf Beiswanger[5]
- 1970: Ballast – Regie: Nicht angegeben (NDR)
- 1972: Lanterne – Regie: Heinz Lanker (NDR)

#### Mitwirkung
- 1967: Die Königin von Honolulu – Hörspiel nach dem gleichnamigen Theaterstück von Rudolf Kinaus Bruder Gorch Fock, basierend auf einer Inszenierung des Ohnsorg-Theaters. Rudolf Kinau fungiert hier als Erzähler, der die aus Zeitgründen ausgelassenen Spielszenen zusammenfasst und somit für das Verständnis der übernommenen Szenen sorgt.

### Theaterstücke
- Söbenteihn Sack Kaffee – 1967 am Ohnsorg-Theater aufgeführt